# Val di Sella
Le val di Sella est une vallée alpine du sud-est de la province autonome de Trente.

## Géographie

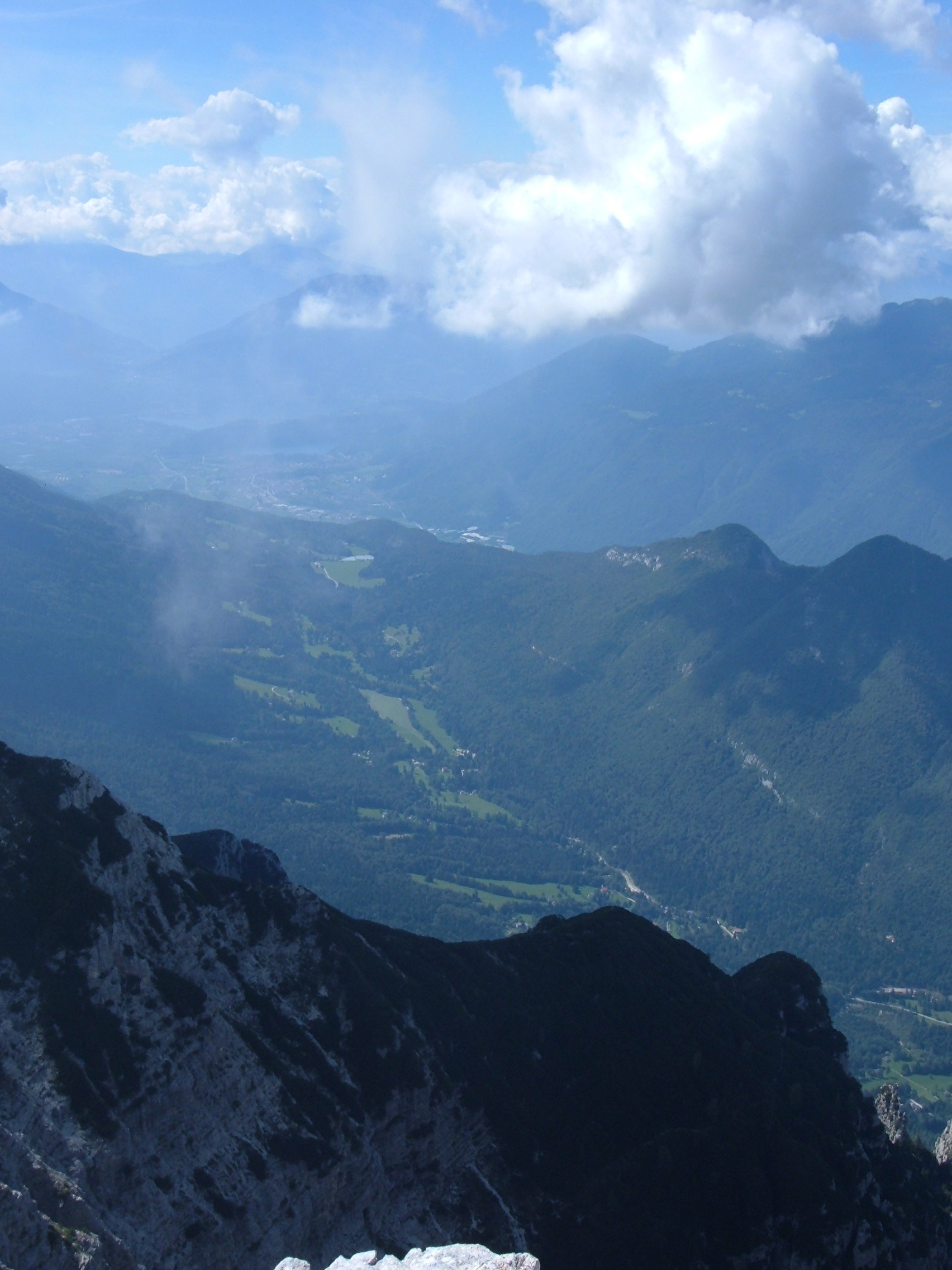
Le Val di Sella vue de la Cima Dodici

La vallée est orientée d'ouest en est et se trouve sur la rive droite du Brenta. Elle est traversée par le torrent Moggio, affluent du Brenta.
La vallée se trouve dans la Valsugana et fait partie de la commune de Borgo Valsugana ; bien qu'elle n'abrite aucun centre urbain habité.
Elle a une superficie totale de 6 000 hectares. Elle est entourée de montagnes et, à l'est, elle descend jusqu'à Valsugana.

## Personnalités
Le 19 août 1954, dans sa maison du val di Sella, est mort Alcide De Gasperi, homme d'État italien.

## Tourisme

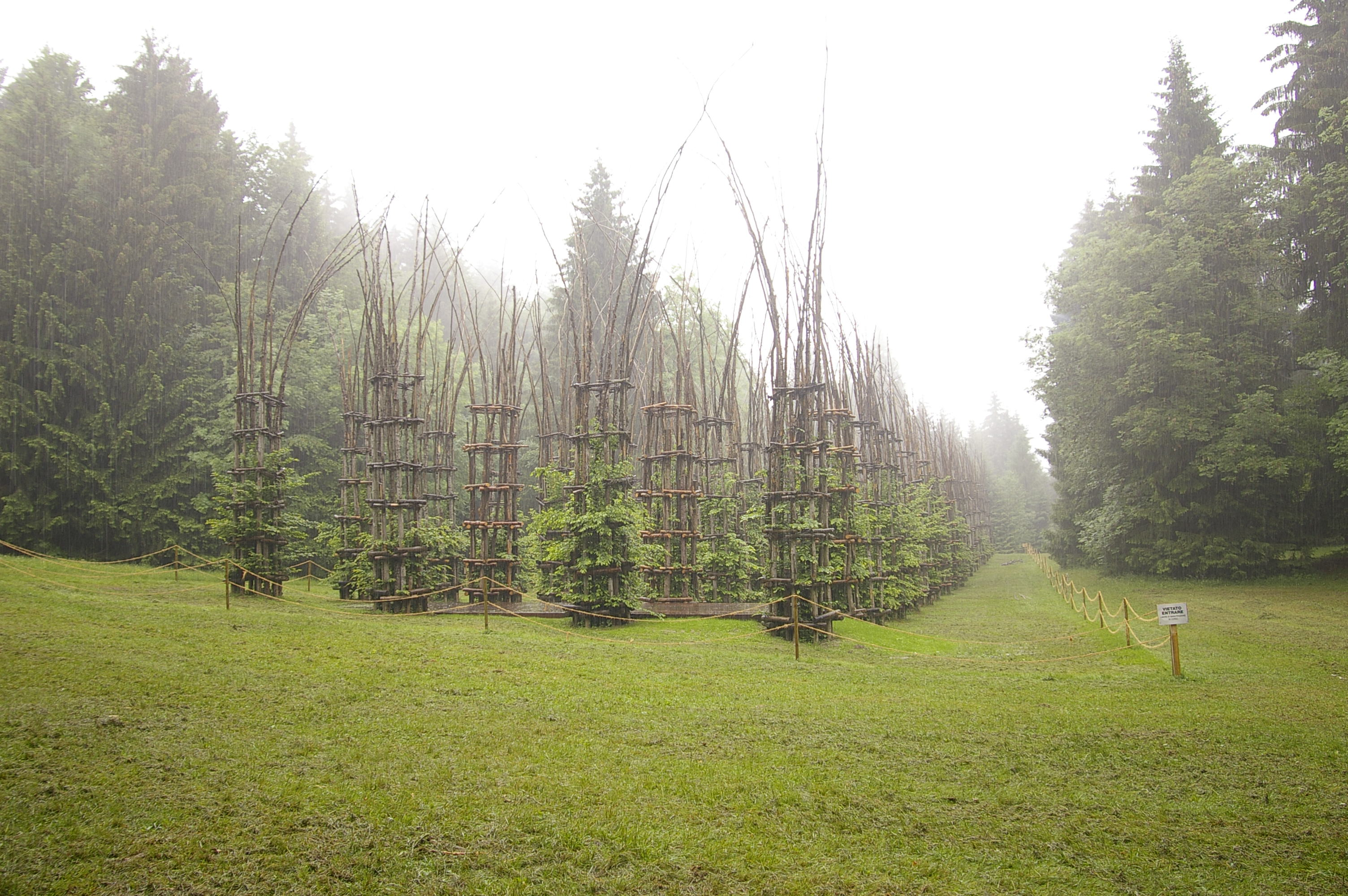
Arte Sella : la cathédrale végétale de Giuliano Mauri, 2001

Dans la vallée se déroule Arte Sella une biennale internationale d'art contemporain dans la nature.